# آلفرد گردس
آلفرد گردس (آلمانی: Alfred Gerdes; ۲۴ اکتبر ۱۹۱۶ – ۱۰ دسامبر ۱۹۶۲) بازیکن هاکی روی چمن اهل آلمان بود.